# Berybolcensis leptacanthus
Berybolcensis leptacanthus è un pesce osseo estinto, appartenente ai bericiformi. Visse nell'Eocene medio (circa 49 milioni di anni fa) e i suoi resti fossili sono stati ritrovati in Italia.

## Descrizione
Questo piccolo pesce solitamente non superava i 15 centimetri di lunghezza, e possedeva un corpo abbastanza compresso lateralmente. La testa era corta e alta, con grandi occhi e fauci ampie. Erano presenti due pinne dorsali, delle quali la posteriore era triangolare e quella anteriore sorretta da forti raggi. La pinna anale era triangolare e dotata di una base larga, pressoché opposta alla seconda pinna dorsale. Le pinne pettorali erano piccole, mentre quelle ventrali erano direttamente al di sotto di quelle pettorali e a forma di ventaglio. La pinna caudale era piuttosto biforcuta.

## Classificazione
Berybolcensis era un rappresentante degli olocentridi, comunemente noti come pesci scoiattolo e attualmente rappresentati da numerose forme nei mari tropicali. Berybolcensis leptacanthus venne descritto per la prima volta da Louis Agassiz nel 1838 sulla base di resti fossili provenienti dal ben noto giacimento della Pesciara di Bolca, ma solo nel 1979 Lorenzo Sorbini istituì il genere Berybolcensis. Altri olocentridi ritrovati nella Pesciara sono Eoholocentrum e Myripristis, l'ultimo ancora esistente.

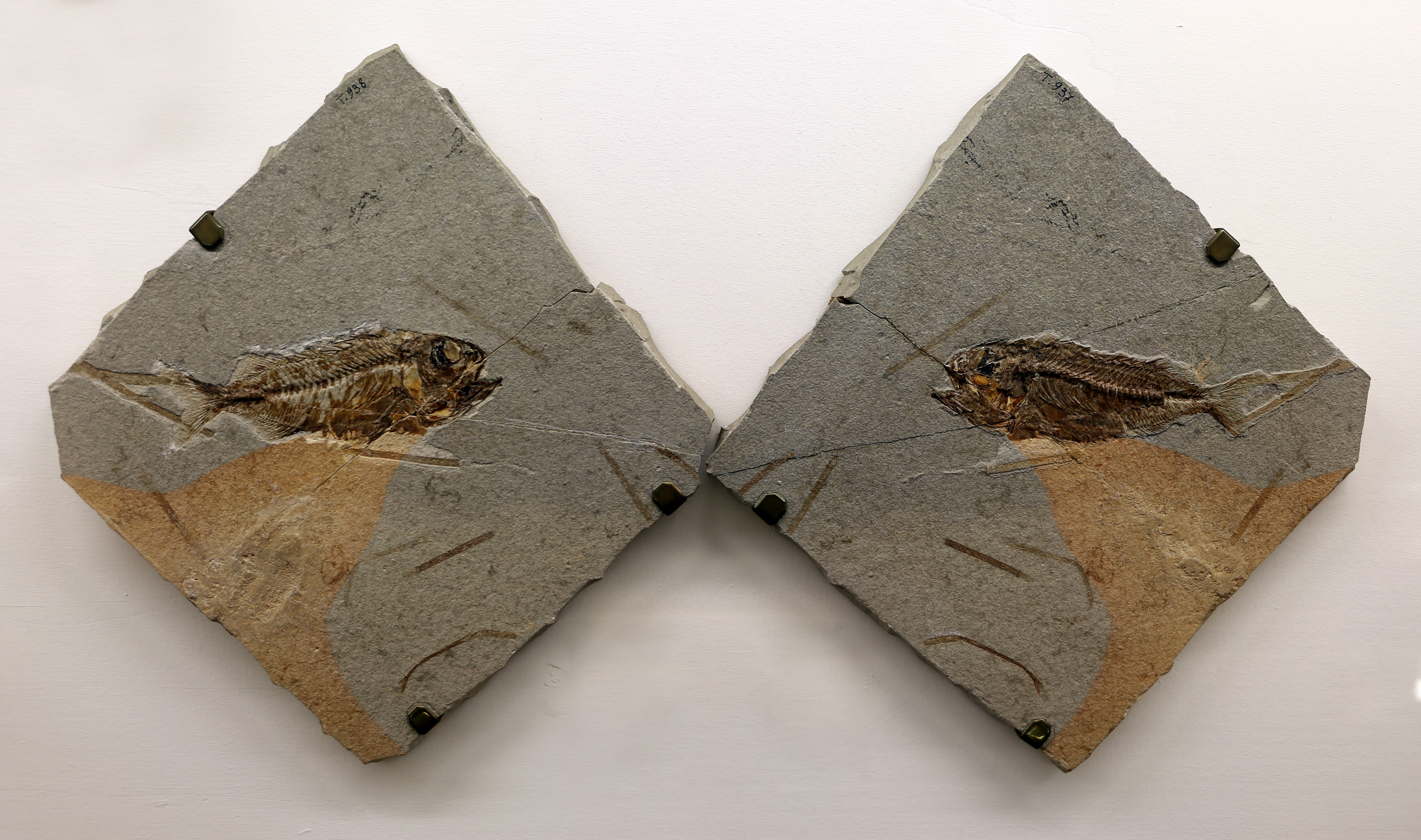
Fossile di Berybolcensis leptacanthus

## Paleoecologia
Berybolcensis era un pesce di abitudini gregarie che viveva in un ambiente di laguna tropicale.